# Archivo de Cine Coreano
El Archivo de Cine Coreano, también llamado Federación Coreana de Archivos de Cine (en coreano: 한국영상자료원; sigla KOFA) es una filmoteca pública surcoreana que conserva y clasifica las películas surcoreanas. Con sede en Seúl, fue fundado  en 1974 como organización sin ánimo de lucro; en 1976, el KOFA se unió a la Federación Internacional de Archivos Fílmicos (FIAF) como observadora y en 1985 se convirtió en miembro de pleno derecho.

## Historia
Creado en 1974, el Archivo de Cine Coreano es una institución pública que busca la conservación del acervo cultural fílmico de Corea del Sur. Como tal, en sus archivos se hallan los ejemplares más antiguos del cine coreano.
En 2006 creó la base de datos en línea más importante del cine coreano, el sitio web Korean Movie Database (KMDb), a semejanza de la web IMDb, propiedad de Amazon. Al año siguiente, en 2007, cambió de sede. Se trasladó del Centro de Artes de Seúl (Seoxo-dong) a la Ciudad de Medios Digitales Sangam-dong.
En 2008 abrió el Museo de Cine Coreano, que adquirió la categoría de museo nacional en 2015. En 2010 abrió el tercer cine del KOFA, en Sangam-dong, Seúl.
En 2012, el KOFA abrió un canal en YouTube, el Korean Classic Film Theater, en el que muestra algunos títulos de renombre. En 2013 firmó un acuerdo con el Museo de Cine de Shanghái para colaborar en la proyección y restauración de películas conjuntamente. También firmó un acuerdo con la Biblioteca del Este Asiático de la Universidad de Columbia y el Centro para la Historia Coreana de la Universidad de Corea para preservar películas de guerra coreanas de la Colección de Películas de Theodore Richard Conant.
En 2014, el KOFA comenzó a publicar una colección de películas en Blu-ray.
El 2015 recuperó 94 títulos de entre 1940 y 1980. Ese año empezó a restaurar películas pasándolas al formato 4K de píxeles de calidad. En 2016 abrió al público un edificio, el Centro de Preservación de Paju.

## Entidades relacionadas con el Archivo de Cine Coreano
- Centro de Preservación de Paju[14]
- Korean Classic Film Theater (canal de Youtube)[8]
- Museo del Cine Coreano[6]
- Korean Movie Database (KMDb)[4]